# 健康包
健康包（英語：health kits），是指2020年4月开始，随着2019冠状病毒病疫情在全球蔓延，中华人民共和国外交部和中国驻境外各地使领馆对滞留海外的中国留学生免费发放的健康包裹。

## 范围
中国驻外使领馆纷纷向海外的中国留学人员发放“健康包”，通常包括口罩、消毒液、中药等防疫物品，各国各地领事馆会根据情况进行调整。2020年4月13日，中华人民共和国国务院联防联控机制召开新闻发布会，介绍依法防控境外疫情输入工作情况。其中第一批“健康包”物资于4月7日完成，由民航负责运输的约30万份、300余吨；后又在4月15日之前增加了20万份、200余吨的物资运输任务。
第一批约50万份的“健康包”物资将全部航空运输至意大利、韩国、日本、法国、德国、美国、英国、俄罗斯、荷兰、瑞典、澳大利亚、加拿大和马来西亚等20个国家的59个中国驻外使领馆，之后再由使领馆分发给当地留学生。

## 特点
健康包通常都包括有：一次性口罩、N95口罩、消毒纸巾、防疫手册、连花清瘟胶囊、体温计等物品。各国检疫要求不同，导致健康包内容会存在差异，比如澳大利亚无法进口连花清瘟。有的地区负责分发的领事馆和留学生团体放入以书法撰写的古诗字条。

## 相关
- 春苗行动